# Marvell (Arkansas)
Marvell és una població dels Estats Units a l'estat d'Arkansas. Segons el cens del 2000 tenia 1.395 habitants.

## Demografia
Segons el cens del 2000, Marvell tenia 1.395 habitants, 547 habitatges, i 358 famílies. La densitat de població era de 396 habitants/km².
Dels 547 habitatges en un 31,1% hi vivien nens de menys de 18 anys, en un 37,1% hi vivien parelles casades, en un 25,6% dones solteres, i en un 34,4% no eren unitats familiars. En el 32,4% dels habitatges hi vivien persones soles el 18,1% de les quals corresponia a persones de 65 anys o més que vivien soles. El nombre mitjà de persones vivint en cada habitatge era de 2,47 i el nombre mitjà de persones que vivien en cada família era de 3,14.
Per edats la població es repartia de la següent manera: un 30,6% tenia menys de 18 anys, un 7,2% entre 18 i 24, un 20,4% entre 25 i 44, un 21,5% de 45 a 60 i un 20,3% 65 anys o més.
L'edat mediana era de 38 anys. Per cada 100 dones de 18 o més anys hi havia 68,9 homes.
La renda mediana per habitatge era de 22.368 $ i la renda mediana per família de 26.500 $. Els homes tenien una renda mediana de 23.854 $ mentre que les dones 15.764 $. La renda per capita de la població era de 16.797 $. Entorn del 22,6% de les famílies i el 29,5% de la població estaven per davall del llindar de pobresa.

## Poblacions més properes
El següent diagrama mostra les poblacions més properes.